# Атлетика на Летњим олимпијским играма 2012 — 400 метара за жене
Дисциплина трчања на 400 метара за жене, је била, једна од 47 дисциплина атлетског програма на Летњим олимпијским играма 2012. у Лондону, Уједињено Краљевство. Такмичење у овој дисциплини је одржано од 4. до 6. августа на Олимпијском стадиону.
Титулу освојену у у Пекингу 2008. бранила је Кристин Охуругу из Уједињеног Краљевства

## Земље учеснице
Учествовало је 49 такмичарки, из 39 земаља.
1. Антигва и Барбуда (1)
2. Бахаме (1)
3. Белорусија (1)
4. Боцвана (1)
5. Бразил (2)
6. Брунеј (1)
7. Гвајана (1)
8. Гвинеја Бисао (1)
9. Гернзи (1)
10. Доминиканска Република (1)
11. Ирска (1)
12. Италија (1)
13. Јамајка (3)
14. Казахстан (1)
15. Канада (1)
16. Кенија (1)
17. Колумбија (1)
18. Република Македонија (1)
19. Малави (1)
20. Молдавија (1)
21. Намибија (1)
22. Нигерија (2)
23. Никарагва (1)
24. Порторико (1)
25. Румунија (1)
26. Русија (2)
27. Свазиленд (1)
28. Сент Винсент и Гренадини (1)
29. Сенегал (1)
30. Сједињене Америчке Државе (3)
31. Сомалија (1)
32. Турска (1)
33. Уједињено Краљевство (3)
34. Украјина (2)
35. Фиџи (1)
36. Хаити (1)
37. Џибути (1)
38. Шведска (1)
39. Шпанија (1)

## Систем такмичења
Такмичње у овој дисциплини се одржало у три дана. Првог дана у квалификацијама учествовале су све такмичарке које су постигле квалификационе норме. Такмичарке су биле подељени у седаме група, а најбољих 16 се пласирало у полуфинале од који најбољих 8 је отишло у финале.

## Рекорди пре почетка такмичења
| Светски рекорд          | 47,60 | Марита Кох          | Источна Немачка | Канбера, Аустралија | 6. октобар 1985. |
| Олимпијски рекорд       | 48,25 | Мари Жозе-Перек     | Француска       | Атланта, САД        | 29. јул 1996.    |
| Најбољи резултат сезоне | 49,16 | Антоњина Кривошапка | Русија          | Чебоксари, Русија   | 5. јул 2012.     |

### Најбољи резултати у 2012. години
Десет најбољих атлетичарки на 400 метара 2012. године пре такмичења на ЛОИ (2. августа 2012), имале су следећи пласман.
| 1.  | Антоњина Кривошапка Русија         | 49,16 | 5. јул  |
| 2.  | Сања Ричардс-Рос Сједињене Државе  | 49,28 | 24. јун |
| 3.  | Јулија Гушчина Јамајка             | 49,28 | 5. јул  |
| 4.  | Амантле Монтшо Боцвана             | 49,54 | 29. јун |
| 5.  | Татјана Фирова Русија              | 49,72 | 5. јун  |
| 6.  | Новлин Вилијамс-Милс Јамајка       | 49,78 | 2. јун  |
| 7.  | Наталија Назарова Русија           | 50,00 | 4. јул  |
| 8   | Диди Тротер Сједињене Државе       | 50,02 | 24. јун |
| 9.  | Франсина Макорори Сједињене Државе | 50,06 | 20. јул |
| 10. | Анастасија Капачинска Русија       | 50,37 | 9. јун  |

Такмичарке чија су имена подебљана учествују на ЛОИ.

## Сатница
| Датум                  | Време | Ниво          |
| ---------------------- | ----- | ------------- |
| Петак 3. август, 2012  | 12:20 | Квалификакије |
| Субота 4. август, 2012 | 20:05 | Полуфинале    |
| Недеља 5. август 2012  | 21:10 | Финале        |

## Освајачи медаља
|                                              |                                         |                                         |
| Сања Ричардс-Рос · Сједињене Америчке Државе | Кристин Охуруогу · Уједињено Краљевство | Диди Тротер · Сједињене Америчке Државе |

## Резултати

### Квалификације
За полуфинале су се квалификовале по три прволасиране из седам квалификационих група (КВ) и три на основу постигнутог резултата (кв),
| Плас. | Група | Атлетичарка            | Земља                     | Резултат | Белешка      |
| ----- | ----- | ---------------------- | ------------------------- | -------- | ------------ |
| 1.    | 2     | Амантле Монтшо         | Боцвана                   | 50,40    | КВ           |
| 2.    | 5     | Антоњина Кривошапка    | Русија                    | 50,75    | КВ           |
| 3.    | 1     | Френсина Макорори      | Сједињене Америчке Државе | 50,78    | КВ           |
| 4.    | 1     | Кристин Охуруогу       | Уједињено Краљевство      | 50,80    | КВ           |
| 5.    | 3     | Диди Тротер            | Сједињене Америчке Државе | 50,87    | КВ           |
| 6.    | 6     | Новлин Вилијамс-Милс   | Јамајка                   | 50,88    | КВ           |
| 7.    | 3     | Роузмари Вајт          | Јамајка                   | 50,90    | КВ           |
| 8.    | 2     | Кристин Деј            | Јамајка                   | 51,05    | КВ           |
| 9.    | 6     | Наталија Пигида        | Украјина                  | 51,09    | КВ, НР       |
| 10.   | 7     | Реџина Џорџ            | Нигерија                  | 51,24    | КВ           |
| 11.   | 7     | Јулија Гушчина         | Русија                    | 51,54    | КВ           |
| 12.   | 4     | Сања Ричардс-Рос       | Сједињене Америчке Државе | 51,78    | КВ           |
| 13.   | 1     | Joy Nakhumicha Sakari  | Кенија                    | 51,85    | КВ, ЛРС      |
| 14.   | 3     | Џена Мартин            | Канада                    | 51,98    | КВ           |
| 15.   | 7     | Марлена Веш            | Хаити                     | 51,98    | КВ           |
| 16.   | 2     | Шана Кокс              | Уједињено Краљевство      | 52,01    | КВ           |
| 17.   | 5     | Алина Логвиненко       | Украјина                  | 52,08    | КВ           |
| 18.   | 1     | Joanne Cuddihy         | Ирска                     | 52,09    | кв           |
| 19.   | 2     | Алијан Помпеј          | Гвајана                   | 52,10    | кв, =ЛРС     |
| 20.   | 3     | Омолара Омотосо        | Нигерија                  | 52,11    | кв           |
| 21.   | 6     | Либанија Гренот        | Италија                   | 51,13    | КВ           |
| 22.   | 4     | Карол Родригез         | Порторико                 | 52,19    | КВ           |
| 23.   | 5     | Ли Маконел             | Уједињено Краљевство      | 52,23    | КВ           |
| 24.   | 4     | Tjipekapora Herunga    | Намибија                  | 52,31    | КВ           |
| 25.   | 4     | Пинар Сака             | Турска                    | 52,38    |              |
| 26.   | 4     | Свјатлана Усович       | Белорусија                | 52,40    |              |
| 27.   | 3     | Raysa Sánchez          | Доминиканска Република    | 52,47    |              |
| 28.   | 6     | Joelma Sousa           | Бразил                    | 52,69    |              |
| 29.   | 6     | Бјанка Разор           | Румунија                  | 52,83    |              |
| 30.   | 5     | Моа Јелмер             | Шведска                   | 52,86    |              |
| 31.   | 7     | Amy Mbacke Thiam       | Сенегал                   | 53,33    |              |
| 32.   | 1     | Жеиса Апаресида Котињо | Бразил                    | 53,43    |              |
| 33.   | 7     | Олесја Кожухари        | Молдавија                 | 53,64    |              |
| 34.   | 1     | Марина Масленко        | Казахстан                 | 53,66    |              |
| 35.   | 3     | Аури Лорена Бокеса     | Шпанија                   | 53,67    |              |
| 36.   | 4     | Фумлиле Ндзиниса       | Свазиленд                 | 53,95    |              |
| 37.   | 5     | Ambwene Simukonda      | Малави                    | 54,20    | НР           |
| 38.   | 2     | Афија Чарлс            | Антигва и Барбуда         | 54,25    |              |
| 39.   | 5     | Danielle Alakija       | Фиџи                      | 56,77    |              |
| 40.   | 7     | Грасијела Мартинс      | Гвинеја Бисао             | 58,30    |              |
| 41.   | 6     | Maziah Mahusin         | Брунеј                    | 59,28    | НР           |
| 42.   | 2     | Ingrid Yahoska Narvaez | Никарагва                 | 59,55    | =ЛРС         |
| 43.   | 4     | Христина Ристеска      | Република Македонија      | 1:00,86  |              |
| 44.   | 3     | Зора Али               | Џибути                    | 1:05,37  |              |
| 45.   | 1     | Замзам Мохамед Фара    | Сомалија                  | 1:20,48  |              |
| —     | 7     | Џенифер Падиља         | Колумбија                 | ДИСК.    | чл. 163,3а * |
| —     | 2     | Shaunae Miller         | Бахаме                    | НЗ       |              |
| —     | 6     | Кинеке Александар      | Сент Винсент и Гренадини  | НЗ       |              |
| —     | 5     | Каника Беклес          | Гернзи                    | НС       |              |

- Џенифер Падиља првобитно је завршила на трећем месту са временом од 51,74, али је дисквалификована због преласка у суседну стазу. Као резултат тога, Марлена Веш попела до трећеу позицији и квалификовала за полуфинале.

### Полуфинале
За финале квалификовале су се по две првопласиране из све три полуфиналне групе (КВ) и две на основу постигнутог резултата (кв),.
| Плас. | Група | Атлетичарка           | Земља                     | Ретзултат | Белешка |
| ----- | ----- | --------------------- | ------------------------- | --------- | ------- |
| 1.    | 3     | Антоњина Кривошапка   | Русија                    | 49,81     | КВ      |
| 2.    | 3     | Диди Тротер           | Сједињене Америчке Државе | 49,87     | КВ, ЛРС |
| 3.    | 3     | Новлин Вилијамс-Милс  | Јамајка                   | 49,91     | кв      |
| 4.    | 1     | Сања Ричардс-Рос      | Сједињене Америчке Државе | 50,07     | КВ      |
| 5.    | 2     | Амантле Монтшо        | Боцвана                   | 50,15     | КВ      |
| 6.    | 2     | Френсина Макорори     | Сједињене Америчке Државе | 50,19     | КВ      |
| 7.    | 1     | Кристин Охуруогу      | Уједињено Краљевство      | 50,22     | КВ, ЛРС |
| 8.    | 1     | Роузмари Вајт         | Јамајка                   | 50,98     | кв      |
| 9.    | 2     | Либанија Гренот       | Италија                   | 51,18     |         |
| 10.   | 2     | Кристин Деј           | Јамајка                   | 51,19     |         |
| 11.   | 2     | Реџина Џорџ           | Нигерија                  | 51,35     |         |
| 12.   | 2     | Алина Логвиненко      | Украјина                  | 51,38     |         |
| 13.   | 3     | Омолара Омотосо       | Нигерија                  | 51,41     |         |
| 14.   | 3     | Наталија Пигида       | Украјина                  | 51,41     |         |
| 15.   | 1     | Јулија Гушчина        | Русија                    | 51,66     |         |
| 16.   | 1     | Joanne Cuddihy        | Ирска                     | 51,88     |         |
| 17.   | 3     | Карол Родригез        | Порторико                 | 52,08     |         |
| 18.   | 3     | Ли Маконел            | Уједињено Краљевство      | 52,24     |         |
| 19.   | 3     | Марлена Веш           | Хаити                     | 52,49     |         |
| 20.   | 1     | Tjipekapora Herunga   | Намибија                  | 52,53     |         |
| 21.   | 2     | Алијан Помпеј         | Гвајана                   | 52,58     |         |
| 22.   | 2     | Шана Кокс             | Уједињено Краљевство      | 52,58     |         |
| 23.   | 1     | Џена Мартин           | Канада                    | 52,83     |         |
| 24.   | 1     | Joy Nakhumicha Sakari | Кенија                    | 52,95     |         |

### Финале
| Плас. | Стаза | Атлетичар            | Земља                     | Резултат | Белешка |
| ----- | ----- | -------------------- | ------------------------- | -------- | ------- |
|       | 6     | Сања Ричардс-Рос     | Сједињене Америчке Државе | 49,55    |         |
|       | 8     | Кристин Охуруогу     | Уједињено Краљевство      | 49,70    | ЛРС     |
|       | 4     | Диди Тротер          | Сједињене Америчке Државе | 49,72    | ЛРС     |
| 4     | 7     | Амантле Монтшо       | Боцвана                   | 49,75    |         |
| 5     | 2     | Новлин Вилијамс-Милс | Јамајка                   | 50,11    |         |
| 6     | 5     | Антоњина Кривошапка  | Русија                    | 50,17    |         |
| 7     | 9     | Френсина Макорори    | Сједињене Америчке Државе | 50,33    |         |
| 8     | 3     | Роузмари Вајт        | Јамајка                   | 50,79    |         |